# Vicente López Portaña
Vicente Lopez Portaña (Valência, 19 de setembro de 1772 – Madrid, 22 de julho de 1850) foi um pintor espanhol, considerado um dos melhores retratistas de sua época.

## Juventude
Vicente López Portaña nasceu em Valência em 19 de setembro de 1772. Seus pais eram Cristóbal López Sanchordi e Manuela Portaña Meer. Vicente López começou a estudar pintura formalmente em Valência aos treze anos, foi discípulo do padre Antonio de Villanueva, um frade franciscano, e estudou na Academia de San Carlos em sua cidade natal. Tinha dezassete anos quando ganhou o primeiro prémio de desenho e coloração recebendo uma bolsa para estudar na prestigiada Academia Real de Belas Artes de San Fernando de Madrid. Nos três anos seguintes em Madrid, foi aprendiz do pintor valenciano Mariano Salvador Maella. Vicente López regressou a Valência em 1794 e posteriormente tornou-se vice-diretor de pintura da Academia onde estudou quando menino. Em 1795 casou-se com Maria Piquer, tiveram dois filhos: Bernardo e Luís, também pintores, seguindo o estilo do pai mas com poucas realizações. Em 1801 López foi nomeado presidente da Academia de San Carlos.

## Pintor da Corte

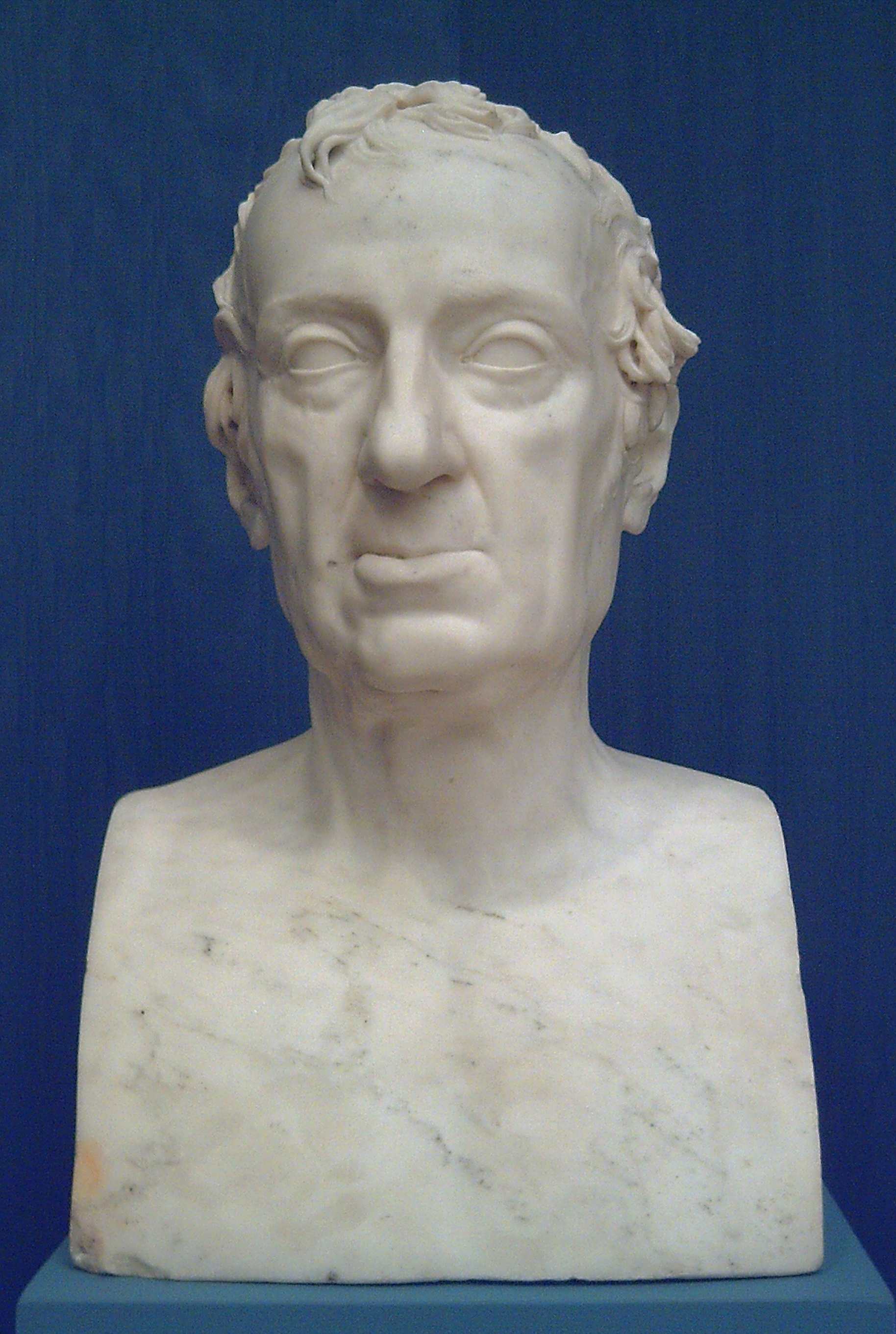
Busto de López, de J. Duart (R.A.B.A.S.F., Madrid).

Quando o rei Carlos IV visitou a cidade de Turia em 1802, o rei o nomeou pintor honorário da corte, ao mesmo tempo que lhe deu algumas encomendas que executou com sucesso. Ele já era conhecido e considerado quando em 1814 López foi chamado para a corte de Fernando VII, o rei espanhol, que o nomeou pintor oficial da corte e recebeu uma nomeação real. Pouco depois, ele sucedeu Goya como Pintor da Corte Real durante o reinado de Fernando VII, que também o nomeou professor de desenho de sua segunda esposa, Maria Isabel de Portugal, e mais tarde de sua terceira esposa, Maria Josepha Amália da Saxônia. Em 1817 foi nomeado presidente da Real Academia de Belas Artes de San Fernando.
Vicente López foi um prolífico pintor que executou muitas cenas religiosas, alegóricas, históricas e mitológicas, mas se especializou em retratos. Durante sua longa carreira, ele pintou quase todas as pessoas notáveis na Espanha durante a primeira metade do século XIX.
Em 1826, López pintou um retrato de Francisco Goya quando o famoso mestre visitou a corte de Bordéus, onde o pintor aragonês vivia então. Goya tinha então 80 anos e morreria dois anos depois. Dizia-se que Goya se aborrecia de posar para seu colega, que era muito meticuloso e exigente nos detalhes, e que por isso o retrato é inferior a outros de López. No entanto, por isso mesmo, e pela forte personalidade da modelo, esta é uma das obras mais vivas e conhecidas de López.

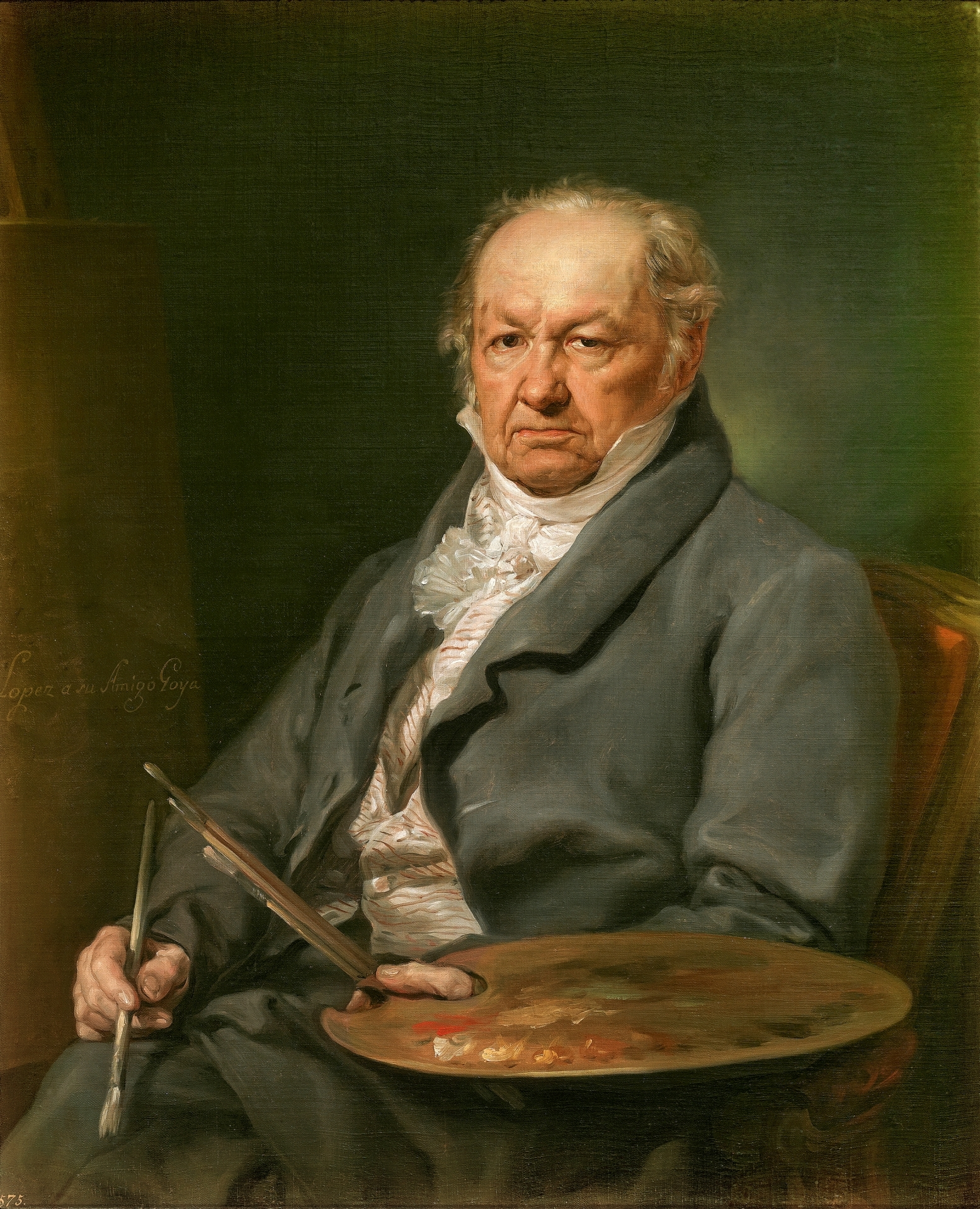
Retrato de Francisco Goya, 1826.

Vicente López passou o resto de sua vida em Madrid pintando retratos de estadistas, acadêmicos e outras figuras importantes, bem como temas religiosos dramáticos e emocionais. Quando morreu, em Madrid, era pintor da corte da Rainha Isabel II. Ele tinha setenta e oito anos.

## Estilo
Vicente López foi um pintor neoclassicista, mas manteve alguns traços do estilo rococó. Ele tinha a ênfase neoclássica no desenho magistral, embora com menos rigidez. López é considerado o melhor pintor espanhol de sua época, perdendo apenas para Francisco José de Goya y Lucientes. Um de seus rivais foi Agustín Esteve Marqués.

O estilo de Lopez é dominado pela influência de Anton Raphael Mengs e do Academismo, e ele não foi afetado pelo romantismo popular no final de sua carreira. López era muito habilidoso no desenho e no uso do pincel, mas não atingiu o nível de gênio que Goya. Seus melhores trabalhos são provavelmente seus desenhos e pinturas em pequena escala.